# Kleptochthonius affinis
Kleptochthonius affinis är en spindeldjursart som beskrevs av William B. Muchmore 1976. Kleptochthonius affinis ingår i släktet Kleptochthonius och familjen käkklokrypare. Inga underarter finns listade i Catalogue of Life.